# Leintz-Gatzaga
Leintz-Gatzaga  là một đô thị trong tỉnh Guipúzcoa thuộc cộng đồng tự trị Xứ Basque, Tây Ban Nha.